# 들병이
"들병이"는 1989년에 개봉한 대한민국의 영화이다.

## 캐스팅
- 강정아
- 마흥식
- 이대로
- 김인문
- 곽은경
- 주호성
- 오희찬
- 서평석
- 이장훈
- 주상호
- 유명순
- 조학자
- 문미봉
- 전숙
- 나갑성
- 신찬일
- 한명환
- 남포동
- 박용팔
- 장정국
- 박인순
- 정미경
- 장춘언
- 안진수
- 홍성룡
- 이명호
- 남성국
- 한국남
- 장철
- 신동욱
- 김혜경
- 김소연
- 황보경
- 신유정
- 김미영
- 안영란
- 최은규
- 김영
- 길달호
- 황춘수
- 한태일
- 박부양
- 김성환
- 오도균
- 김애라
- 이숙희
- 맹찬제
- 권일정
- 이인영
- 정성모
- 마도식
- 김기범
- 김연자
- 윤희
- 민지선
- 김선희
- 조정일
- 장태수
- 김성래
- 김완섭